# Iris 50
Iris 50 este un calculator produs la sfârșitul anilor 1960 de Compagnie internationale pour l'informatique (CII) în cadrul proiectului Plan Calcul.
Conceput pentru utilizări civile, a fost succesorul calculatorului CII 10070 (fr) (SDS Sigma 7). Fiabilitatea și disponibilitatea nu erau satisfăcătoare. O anecdotă spunea că în 1969 CII a venit la Institut national de recherche en informatique et en automatique  (IRIA) pentru a împrumuta de la centrul său de calcul un bloc de memorie al Iris 50 pentru a-l da unui client privat în dificultate.
În același timp cu Iris 50 CII studia pentru armată versiunea militară denumită P0M, apoi P2M, apoi P2MS. Versiunea Iris 35 M, folosită în special drept calculator de tir pentru racheta Pluton (fr/en), avea o memorie cu ferite formată din blocuri de 16 Ki fiecare; putând funcționa în condiții ambiante severe, principalele periferice fiind o imprimantă, un monitor și modemuri..
CII a constatat că era imposibil să construiască o altă unitate centrală compatiblă cu Iris 50. Ca urmare a hotărât să utilizeze arhitectura lui Sigma 9, inspirată de Sigma 7 (fr) și produsă de Société européenne de traitement de l'information (fr) (SETI), una din cele trei societăți care fuzionaseră în 1966 pentru a crea CII.
Iris 50 a fost echipat cu sistemul de operare Siris 7, care diferea foarte puțin de cel pentru CII 10070.
Succesorul său, Iris 80 (fr) a fost transformat și îmbunătățit substanțial, atât din punctul de vedere al componentelor, trecând de la Logică diodă–tranzistor (en) (DTL) la Logică tranzistor–tranzistor (en) (TTL),, cât și din punct de vedere al sistemului de operare, trecând la sistemul Siris 7/8, căruia îi fusese mărită viteza prin lucrările efectuate la IRIA.